# ورزشگاه شل انرژی

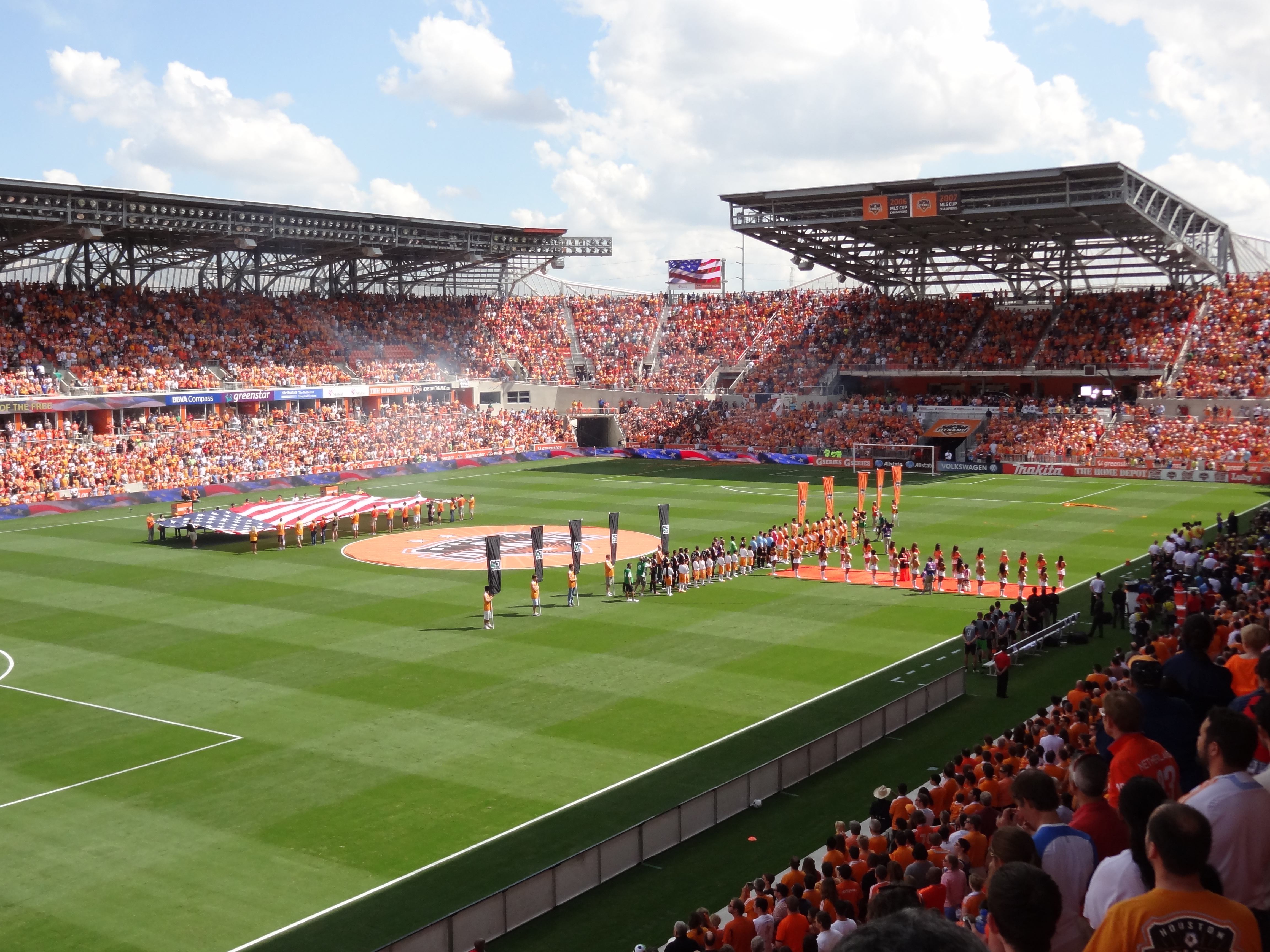

ورزشگاه بی‌بی‌وی‌ای کامپس (به انگلیسی: BBVA Compass Stadium) با ظرفیت ۳۲٬۰۰۰ نفر در شهر هیوستون ایالت تگزاس واقع شده‌است. ابعاد این ورزشگاه ۶۴ در ۱۰۵ متر است. در تاریخ ۲۰۱۲ تأسیس شد و دارای زمین چمن می‌باشد.
این ورزشگاه خانه تیم دینامو هیوستون و هیوستون دش است.